# Chiesa cattolica in Russia
La Chiesa cattolica in Russia è rinata dopo la caduta dell'Unione Sovietica, nel 1991. Terminate le persecuzioni del regime comunista, nel 1991 il nuovo Stato russo ha riconosciuto giuridicamente la Chiesa cattolica.

Il compito di far rinascere il cattolicesimo in Russia è stato affidato all'arcivescovo bielorusso Tadeusz Kondrusiewicz, che ha guidato l'arcidiocesi di Mosca.
Nel 2007 è stato nominato nuovo arcivescovo di Mosca l'italiano Paolo Pezzi.
I cattolici appartengono per lo più alle minoranze etniche: polacchi, lituani, tedeschi e anche ucraini.
Le parrocchie cattoliche sono 300 e i sacerdoti 270, per lo più stranieri.
Il Seminario Maggiore "Maria Regina degli Apostoli" di San Pietroburgo è l'unico seminario cattolico oggi esistente in Russia.

## Organizzazione ecclesiastica
Sul territorio dell'odierna Federazione russa esistevano, all'inizio dell'era sovietica, tre sole circoscrizioni ecclesiastiche di rito latino: la diocesi di Tiraspol (con sede a Saratov dal 1852), la diocesi di Vladivostok e il vicariato apostolico della Siberia. Il resto dell'immenso territorio russo era amministrato dagli arcivescovi di Mahilëŭcon sede effettiva a San Pietroburgo.
Oggi, nel territorio nazionale si trovano sei circoscrizioni ecclesiastiche. Le quattro diocesi latine sono le più estese del mondo quanto a dimensione territoriale; due sono nella Russia europea e due in Siberia. Le altre due sedi, una prefettura apostolica latina e un esarcato apostolico greco-cattolico, sono vacanti dagli anni Cinquanta del secolo scorso e sono rette da amministratori apostolici.
- Chiesa latina
  - Arcidiocesi della Madre di Dio a Mosca, nata nel 1991 come amministrazione apostolica ed elevata al rango di arcidiocesi metropolitana nel 2002.
    - Diocesi di San Clemente a Saratov
    - Diocesi della Trasfigurazione a Novosibirsk
    - Diocesi di San Giuseppe a Irkutsk

  - Prefettura apostolica di Južno-Sachalinsk, nelle isole Sachalin e Curili, immediatamente soggetta alla Santa Sede.

- Chiesa greco-cattolica russa
  - Esarcato apostolico di Russia per i cattolici di rito bizantino.

L'esarcato è sede vacante. Esistono due parrocchie a Mosca, una a San Pietroburgo, una ad Omsk e una a Nižnevartovsk.

## Nunziatura apostolica
La Santa Sede e la Federazione Russa hanno relazioni diplomatiche dal 9 dicembre 2009, data in cui con la bolla Cum inter Apostolicam di papa Benedetto XVI è stata istituita la nunziatura apostolica in Russia. Già dal 1990 Roma aveva iniziato a stabilire relazioni diplomatiche con l'Unione Sovietica, ma solo a livello di rappresentanza, non di nunziatura apostolica da parte della Santa Sede e di ambasciata da parte della Federazione Russa.

### Rappresentanti della Santa Sede
- Francesco Colasuonno † (15 marzo 1990 - 12 novembre 1994 nominato nunzio apostolico in Italia)
- Ján Bukovský, S.V.D. † (20 dicembre 1994 - 29 gennaio 1999 ritirato)
- Giorgio Zur † (29 gennaio 2000 - 8 ottobre 2002 nominato nunzio apostolico in Austria)
- Antonio Mennini (6 novembre 2002 - 9 dicembre 2009 nominato nunzio apostolico)

### Nunzi apostolici
- Antonio Mennini (9 dicembre 2009 - 18 dicembre 2010 nominato nunzio apostolico nel Regno Unito)
- Ivan Jurkovič (19 febbraio 2011 - 13 febbraio 2016 nominato osservatore permanente della Santa Sede presso l'Ufficio delle Nazioni Unite ed Istituzioni specializzate a Ginevra e l'Organizzazione mondiale del commercio)
- Celestino Migliore (28 maggio 2016 - 11 gennaio 2020 nominato nunzio apostolico in Francia)
- Giovanni d'Aniello, dal 1º giugno 2020

## Lista delle chiese cattoliche della Russia

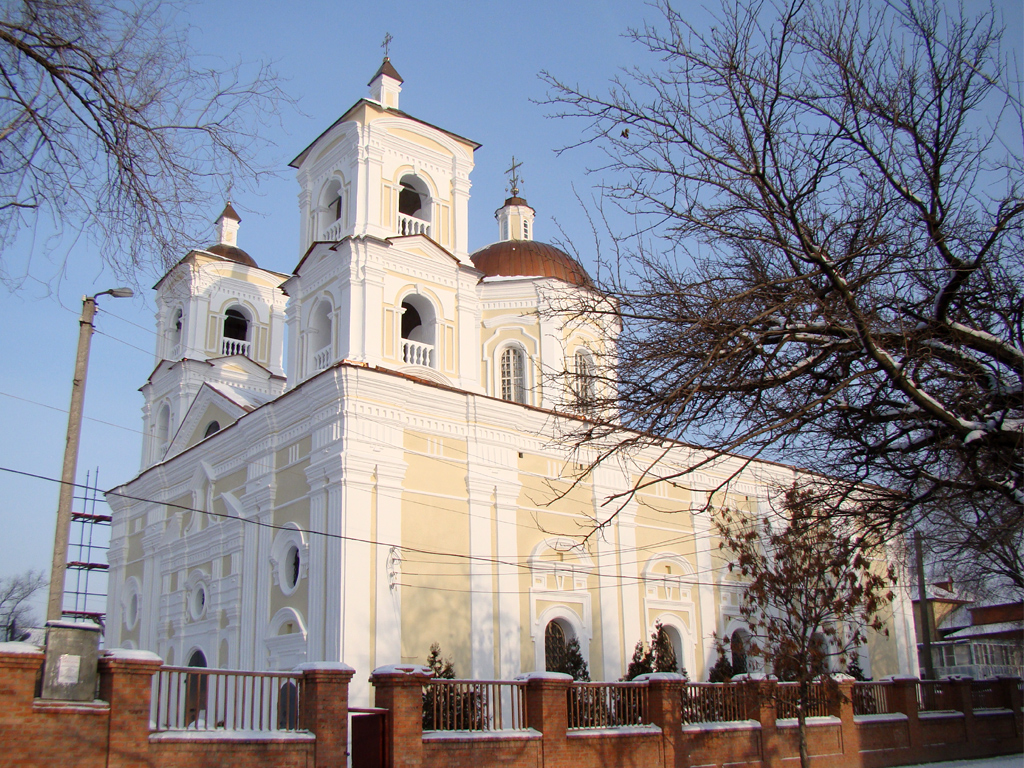
Chiesa dell'Assunzione di Maria, Astrachan'

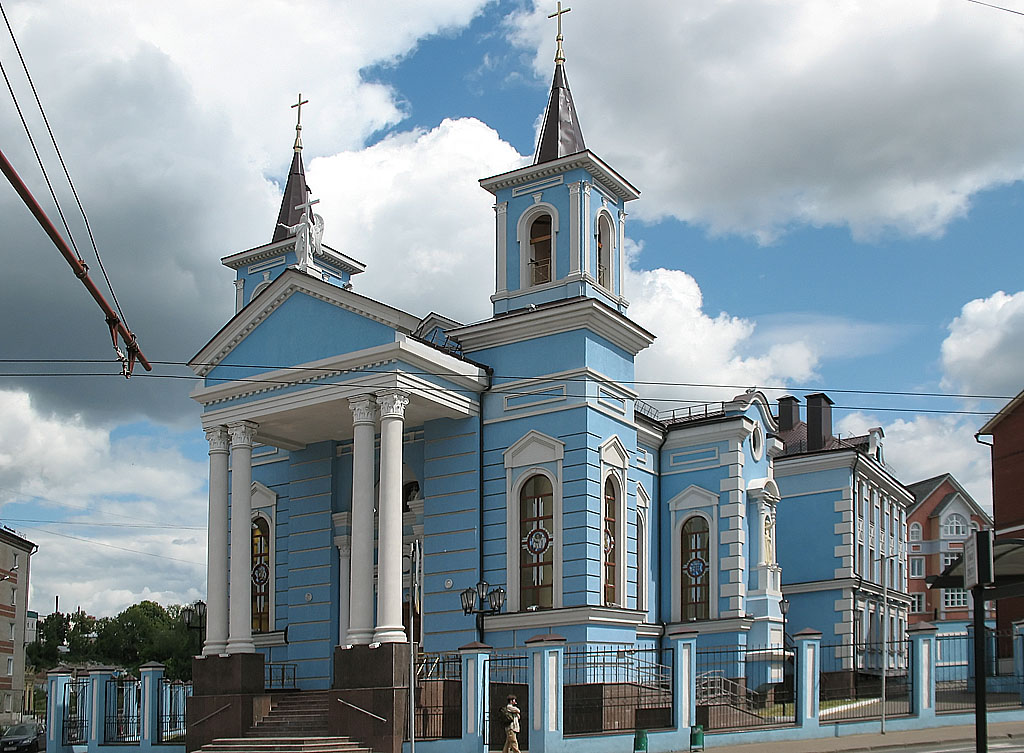
Chiesa dell'Esaltazione della Croce, Kazan'

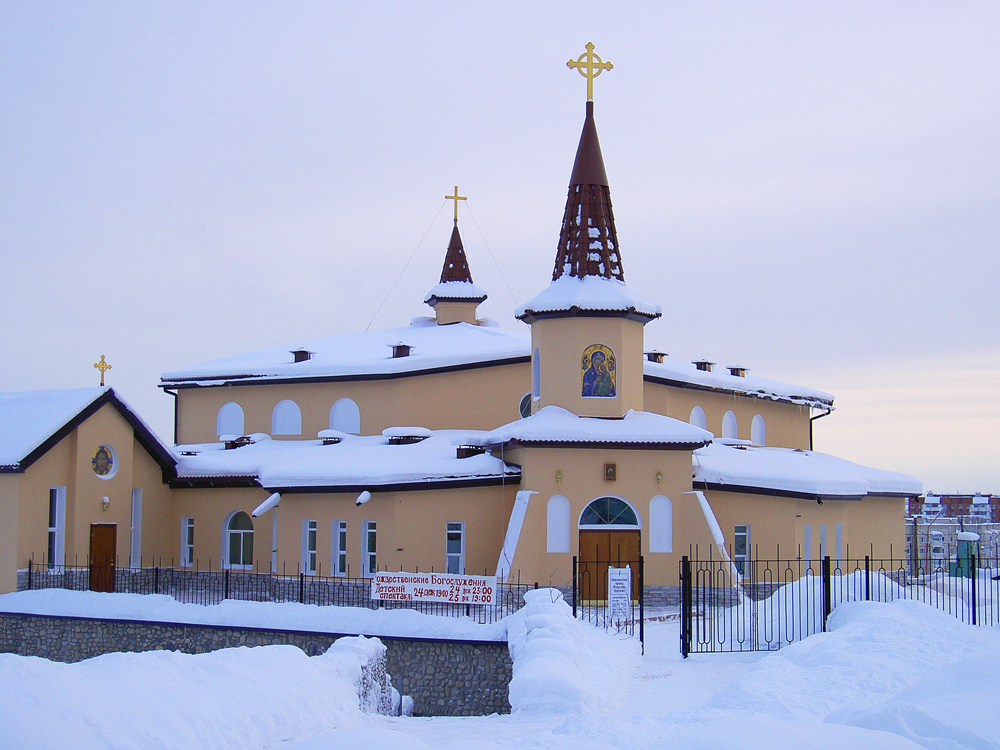
Chiesa della Natività, Magadan

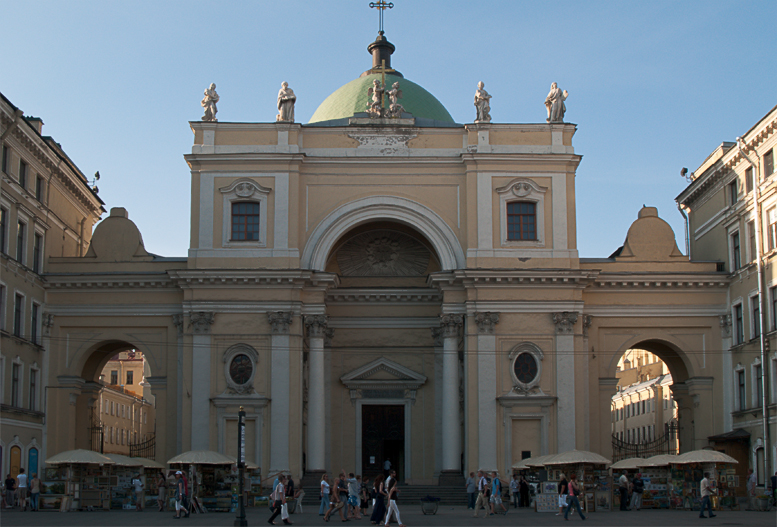
Chiesa di Santa Caterina, San Pietroburgo

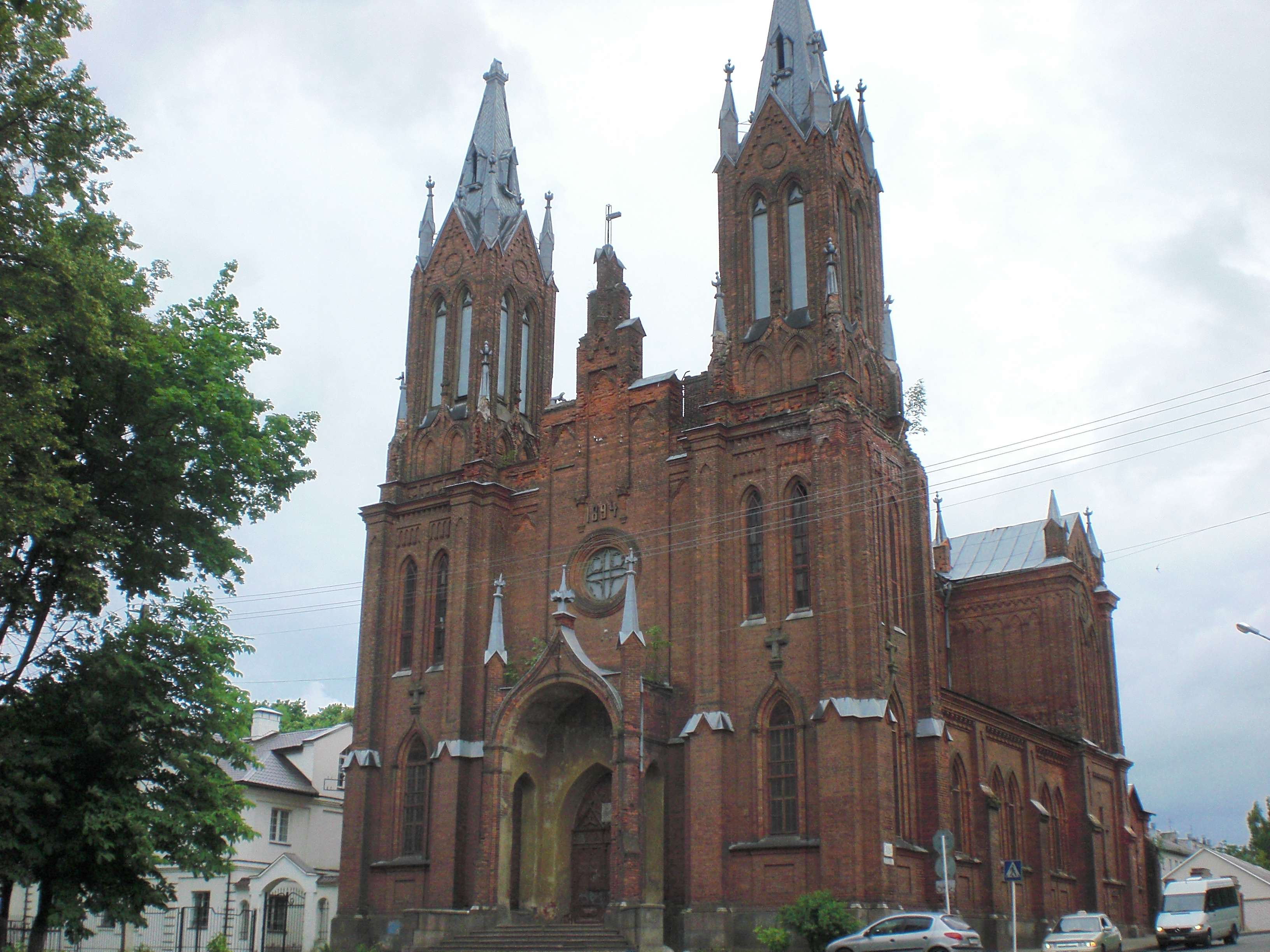
Chiesa dell'Immacolata, Smolensk

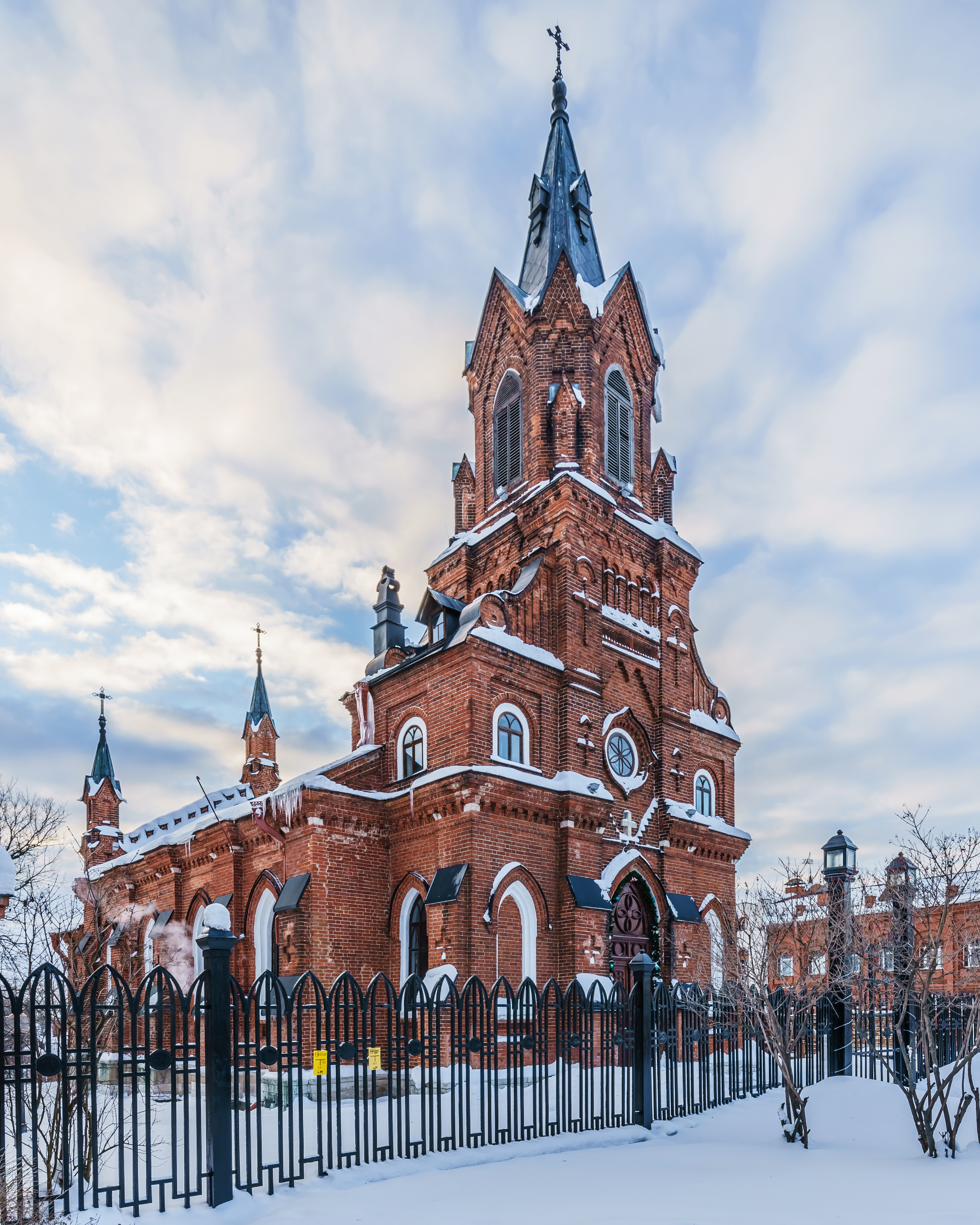
Chiesa della Madonna del Rosario, Vladimir

| Nome                                       | Città            | Fondazione |
| ------------------------------------------ | ---------------- | ---------- |
| Chiesa dell'Assunzione di Maria            | Astrachan'       | 1762       |
| Chiesa dell'Immacolata Concezione          | Čeljabinsk       | 1909       |
| Chiesa di San Bruno                        | Černjachovsk     | 1902       |
| Chiesa di Sant'Anna                        | Ekaterinburg     | 1884       |
| Chiesa della Madonna del Carmelo           | Gatčina          | 1906       |
| Cattedrale del Cuore Immacolato di Maria   | Irkutsk          | 1999       |
| Chiesa dell'Esaltazione della Santa Croce  | Jaroslavl'       | 1886       |
| Chiesa di Sant'Adalberto                   | Kaliningrad      | 1904       |
| Chiesa della Sacra Famiglia                | Kaliningrad      | 1904       |
| Chiesa di San Giorgio Martire              | Kaluga           | 1869       |
| Chiesa dell'Esaltazione della Santa Croce  | Kazan'           | 1855       |
| Chiesa del Cuore Immacolato di Maria       | Kemerovo         | 2006       |
| Chiesa del Sacro Cuore                     | Kirov            | 1903       |
| Chiesa di San Liborio                      | Krasnodar        | 1996       |
| Chiesa della Trasfigurazione               | Krasnojarsk      | 1908       |
| Chiesa dell'Assunzione di Maria            | Kursk            | 1892       |
| Chiesa di San Nicola                       | Luga             | 1902       |
| Chiesa della Natività                      | Magadan          | 2001       |
| Chiesa di Cristo Re                        | Marks            | 1990       |
| Cattedrale dell'Immacolata Concezione      | Mosca            | 1899       |
| Chiesa di San Luigi dei Francesi           | Mosca            | 1833       |
| Chiesa dei Santi Pietro e Paolo            | Mosca            | 1839       |
| Chiesa dell'Assunzione di Maria            | Nižnij Novgorod  | 1861       |
| Chiesa dell'Assunzione di Maria            | Novočerkassk     | 1902       |
| Chiesa di San Giovanni Crisostomo          | Novokuzneck      | 2004       |
| Cattedrale della Trasfigurazione           | Novosibirsk      | 1992       |
| Chiesa di San Casimiro                     | Novosibirsk      | 1902       |
| Chiesa della Madonna di Loreto             | Orenburg         | 1844       |
| Chiesa dell'Immacolata Concezione          | Perm'            | 1873       |
| Chiesa della Madonna del Perpetuo Soccorso | Petrozavodsk     | 1898       |
| Chiesa di San Giovanni Battista            | Puškin           | 1823       |
| Chiesa del Cenacolo                        | Rostov sul Don   | 1999       |
| Chiesa del Sacro Cuore                     | Samara           | 1902       |
| Cattedrale dell'Assunzione di Maria        | San Pietroburgo  | 1873       |
| Chiesa della Madonna di Lourdes            | San Pietroburgo  | 1903       |
| Chiesa del Sacro Cuore                     | San Pietroburgo  | 1907       |
| Chiesa di Santa Caterina                   | San Pietroburgo  | 1738       |
| Chiesa di San Stanislao                    | San Pietroburgo  | 1823       |
| Chiesa della Visitazione                   | San Pietroburgo  | 1856       |
| Cattedrale dei Santi Pietro e Paolo        | Saratov          | 1873       |
| Chiesa dell'Immacolata Concezione          | Smolensk         | 1884       |
| Chiesa dei Santi Simone e Taddeo           | Soči             | 1992       |
| Chiesa dell'Esaltazione della Santa Croce  | Tambov           | 1898       |
| Chiesa di San Giuseppe                     | Tjumen'          | 1903       |
| Chiesa della Santissima Trinità            | Tobol'sk         | 1900       |
| Chiesa della Madonna del Rosario           | Tomsk            | 1833       |
| Chiesa dei Santi Pietro e Paolo            | Tula             | 1894       |
| Chiesa della Trasfigurazione               | Tver'            | 1994       |
| Chiesa dei Santi Pietro e Paolo            | Velikij Novgorod | 1891       |
| Chiesa dell'Ascensione                     | Vladikavkaz      | 1864       |
| Chiesa della Madonna del Rosario           | Vladimir         | 1891       |
| Chiesa della Madonna                       | Vladivostok      | 1909       |
| Chiesa di San Nicola                       | Volgograd        | 1899       |
| Chiesa dell'Esaltazione della Santa Croce  | Vologda          | 1909       |

## Conferenza episcopale
Elenco dei presidenti della Conferenza dei vescovi cattolici della Federazione Russa:
- Arcivescovo Tadeusz Kondrusiewicz (2 marzo 1999 - 21 gennaio 2005)
- Vescovo Joseph Werth, S.I. (21 gennaio 2005 - 19 gennaio 2011)
- Arcivescovo Paolo Pezzi, F.S.C.B. (19 gennaio 2011 - 17 marzo 2017)
- Vescovo Clemens Pickel (17 marzo 2017 - 12 marzo 2020)
- Arcivescovo Paolo Pezzi, F.S.C.B., dal 12 marzo 2020

Elenco dei vicepresidenti della Conferenza dei vescovi cattolici della Federazione Russa:
- Vescovo Clemens Pickel (19 gennaio 2011 - 17 marzo 2017)
- Vescovo Joseph Werth, S.I., dal 17 marzo 2017

Elenco dei segretari generali della Conferenza dei vescovi cattolici della Federazione Russa:
- Presbitero Igor' Leonidovič Kovalevskij (2011 -  12 marzo 2020)
- Presbitero Stephan Lipke, S.I., dal 12 marzo 2020